# Braveheart
Braveheart és una pel·lícula estatunidenca dirigida per Mel Gibson, estrenada el 1995. Aquesta pel·lícula ha estat doblada i subtitulada al català.

## Argument
La pel·lícula retrata la figura històrica de William Wallace, guerrer, patriota escocès i heroi medieval. El director intenta conferir al protagonista una faceta més romàntica i idealista i menys sanguinària.
L'any 1280, Eduard I d'Anglaterra, anomenat "Longshanks" (Camesllargues), ha ocupat una bona part del Regne d'Escòcia, i la seva opressió porta a la mort al pare de William Wallace i al seu germà. Anys després, mentre Wallace ha estat criat a l'estranger pel seu oncle, els escocesos continuen vivint sota les lleis cruels de Longshanks. Wallace torna amb la intenció de viure com a pagès i evitar problemes. Wallace revifa un afer amb la seva amiga de la infantesa Murron, i es casen en secret per evitar el decret de primae noctis que el rei ha promulgat. Però després que Wallace ataqui un grup de soldats anglesos que intenten violar-la, el Xèrif del poble li talla públicament el coll a Murron abans que Wallace la pugui salvar. Un Wallace enfurismat, amb l'ajuda dels seus vilatans amics, mata la guarnició anglesa. Llavors talla el coll del xèrif amb la mateixa daga que ha matat Murron. Sabent que el senyor anglès local es venjarà, Wallace i els seus homes s'introdueixen al seu castell vestit amb uniformes anglesos i el cremen. Seguint les proeses de Wallace, els plebeus d'Escòcia s'aixequen en rebel·lió contra Anglaterra.
Com diu la llegenda, centenars d'escocesos dels clans s'apunten a la milícia de Wallace. Wallace porta el seu exèrcit a través d'una sèrie de batalles reeixides contra l'anglès, incloent-hi la batalla del pont de Stirling i saquejant la ciutat de York (Anglaterra). Tanmateix, és traït per la noblesa escocesa i derrotat en la batalla de Falkirk. S'amaga, lluitant contra les forces angleses en una guerra de guerrilles, i personalment assassina els dos nobles escocesos que el van trair a Falkirk.

## Repartiment
- Mel Gibson: William Wallace
- Sophie Marceau: Princesa Isabel de França
- Angus Macfadyen: Robert I d'Escòcia
- Brendan Gleeson: Hamish Campbell
- Patrick McGoohan: Rei Eduard
- James Cosmo: Campbell
- Catherine McCormack: Murron
- Brian Cox: Argyle Wallace
- David O'Hara: Stephen l'Irlandès (el boig)
- Peter Mullan: Un veterà
- Ian Bannen: Pare leprós de Robert le Bruce

## Precisió històrica
Braveheart és un relat tan vibrant com inexacte respecte a la història real. Mentre que, a la pel·lícula, William Wallace (Gibson) declara la guerra als anglesos després que aquests hagin degollat la seva dona, en realitat, la dona de Wallace no va ésser degollada sinó penjada com a represàlia pel fet que el líder escocès ja els havia declarat la guerra.
Així mateix, a la pel·lícula, el rei Eduard I es mostra com un monarca cruel i sanguinari, mentre que les cròniques afirmen que era un rei molt més moderat del que sembla a la cinta, fins al punt de ser el primer a instaurar el model parlamentari a Anglaterra i a donar càrrecs públics importants a gent del poble.
Per acabar, cal dir que a la pel·lícula Wallace i la princesa Isabel de França, dona del rei Eduard I, tenen una relació de la qual ella queda embarassada. Això no obstant, a la pràctica, Wallace va morir el 1305, precisament, tres anys abans que Isabel s'instal·lés a la Gran Bretanya, el 1308. Per tant, resulta completament impossible que la princesa conegués a Wallace i molt menys que en tingués un fill.

## Premis i nominacions
Premis
- Oscar a la millor pel·lícula el 1995
- Oscar al millor director per a Mel Gibson
- Oscar a la millor fotografia per a John Toll
- Oscar al millor maquillatge per a Peter Frampton, Paul Pattison, Lois Burwell
- Oscar a la millor edició de so per a Lon Bender, Per Hallberg

Nominacions
- Oscar al millor muntatge per a Steven Roselbrum
- Oscar al millor vestuari per a Charles Knode
- Oscar al millor guió original per a Randall Wallace
- Oscar a la millor banda sonora per a James Horner
- Oscar al millor so per a Andy Nelson, Scott Millan, Anna Behlmer, Brian Simmons